# Luke Zeller
Lucas Joseph «Luke» Zeller (Ames, Iowa, 7 de abril de 1987) es un exjugador de baloncesto estadounidense, con pasaporte georgiano, que disputó cinco temporadas como profesional. Con 2,11 metros de altura, jugaba en la posición de pívot.
Es hermano de los también jugadores profesionales Tyler Zeller (n. 1990) y Cody Zeller (n. 1992), y sobrino del que fuera también jugador profesional Al Eberhard.

## Trayectoria deportiva

### Universidad
Jugó durante cuatro temporadas con los Fighting Irish de la Universidad de Notre Dame, en las que promedió 4,2 puntos y 2,5 rebotes por partido.

#### Estadísticas
| Año     | Equipo     | PJ  | PT | MPP  | %TC  | %3P  | %TL  | RPP | APP | ROB | TPP | PPP |
| ------- | ---------- | --- | -- | ---- | ---- | ---- | ---- | --- | --- | --- | --- | --- |
| 2005–06 | Notre Dame | 27  | 9  | 13.7 | .364 | .339 | .471 | 3.1 | 1.0 | .1  | .3  | 3.4 |
| 2006–07 | Notre Dame | 32  | 16 | 12.4 | .489 | .395 | .667 | 2.2 | .5  | .3  | .4  | 3.8 |
| 2007–08 | Notre Dame | 33  | 0  | 11.8 | .426 | .381 | .538 | 2.2 | .4  | .4  | .2  | 4.5 |
| 2008–09 | Notre Dame | 36  | 7  | 14.6 | .396 | .342 | .615 | 2.8 | .6  | .2  | .2  | 4.9 |
| Total   | Total      | 128 | 32 | 13.2 | .417 | .360 | .574 | 2.5 | .6  | .2  | .3  | 4.2 |

### Profesional
No fue elegido en el  Draft de la NBA de 2009 por lo que decidió fichar por los Shiga Lakestars de la B.League japonesa. 
Naglis 
En 2010 se marchó a Lituania para jugar con BC Naglis Palanga de la NKL. 
Luego volvió a Estados Unidos y disputó una temporada con los Bakersfield Jam y otro para de ellas con Austin Toros de la NBA G League hasta 2014, donde intercaló una breve experiencia en los Phoenix Suns de la NBA en 2013.

## Estadísticas de su carrera en la NBA

### Temporada regular
| Año     | Equipo  | PJ | PT | MPP | %TC  | %3P  | %TL  | RPP | APP | ROB | TPP | PPP |
| ------- | ------- | -- | -- | --- | ---- | ---- | ---- | --- | --- | --- | --- | --- |
| 2012-13 | Phoenix | 16 | 0  | 3.6 | .346 | .200 | .000 | .6  | .2  | .0  | .0  | 1.2 |
| Total   | Total   | 16 | 0  | 3.6 | .346 | .200 | .000 | .6  | .2  | .0  | .0  | 1.2 |